# Martika
Marta Marrero (* 18. května 1969, Whittier, Kalifornie), známá jako Martika, je americká zpěvačka, písničkářka a herečka. Vydala dvě mezinárodně úspěšná alba koncem 80. a začátkem 90. let 20. století, kterých se celosvětově prodalo více než 4 miliony kusů. Jejím nejúspěšnějším hitem byla píseň „Toy Soldiers“, která se v polovině roku 1989 udržela dva týdny na první příčce amerických žebříčků. Je také známá rolí Glorie v dětském televizním muzikálním seriálu Kids Incorporated.